# Yllka Berisha
Yllka Berisha (ur. 18 stycznia 1988 w Prisztinie w Jugosławii) – kosowska oraz albańska modelka i piosenkarka, Miss Kosowa 2008.

## Życiorys
Pochodzi z rodziny albańskiej, która w 1990 r. wyemigrowała z Kosowa do szwedzkiego miasta Laholm, gdzie ukończyła szkołę średnią. Pierwszym konkursem piękności, w którym wzięła udział był Miss Scandinavia 2006, w tym samym roku wzięła udział (bez powodzenia) w konkursie Miss Shqiperia 2006.
28 grudnia 2007 zdobyła w Prisztinie tytuł Miss Kosowa. W styczniu 2008 reprezentowała Kosowo na konkursie Top Model of the World 2008, który odbył się w Egipcie. Była pierwszą przedstawicielką Kosowa na konkursie Miss World 2008 i Miss Universe 2008.
W roku 2007 nagrała swój pierwszy singiel – piosenkę "I maj mend". Producentem był Genc Vela, współautor tekstu.